# Обикновен корал
Обикновеният корал (Hericium coralloides) е вид ядлива базидиева гъба от семейство Hericiaceae. Видът е включен в Червената книга на България като почти застрашен.

## Описание
Има плодно тяло, достигащо до 30 cm на височина и широчина. Въпреки размера си, то е особено нежно и ефирно. Изградено е от множество делящи се клончета, които са покрити с насочени надолу и дълги до 1 cm шипчета. В младо състояние е бяло, а със стареенето или засъхването се обагря в кремаво-охрено. Месото е крехко, сочно и белезникаво, като при нараняване не променя цвета си. Има сладникав вкус, но не се препоръчва събирането ѝ, тъй като е рядка.

## Местообитание
Гъбата е рядко срещана България. Расте през юни – ноември поединично или на малки групи върху дънери и клони на широколистни дървета (най-често върху дъб или бук).